# کراولی
کراولی (به انگلیسی: Crawley) یک شهرک در بریتانیا است که در ساسکس غربی واقع شده‌است.

## خصوصیات
کراولی ۴۴٫۹۶ کیلومترمربع مساحت دارد.